# Markus Kästner
Markus Kästner (* 8. Februar 1980 in Rochlitz) ist ein deutscher Ingenieur, Wissenschaftler und Hochschullehrer im Bereich der Angewandten Mechanik. Er forscht unter anderem an der skalenübergreifenden Modellierung des Materialverhaltens heterogener Werkstoffe, der Weiterentwicklung und Anwendung numerischer Berechnungsverfahren und der experimentellen Charakterisierung und Modellierung komplexen Materialverhaltens.
Seit 2016 ist er Inhaber der Professur für Numerische und Experimentelle Festkörpermechanik und kommissarischer Leiter der Arbeitsgruppe Betriebsfestigkeit an der Technischen Universität Dresden.

## Leben
Markus Kästner studierte von 2001 bis 2006 Angewandte Mechanik an der Fakultät Maschinenwesen der TU Dresden. Im Anschluss an sein Studium arbeitete er dort als wissenschaftlicher Mitarbeiter am Institut für Festkörpermechanik, Professur für Nichtlineare Festkörpermechanik.
Im Jahr 2010 wurde er an der TU Dresden zum Thema Skalenübergreifende Modellierung und Simulation des mechanischen Verhaltens von textilverstärktem Polypropylen unter Nutzung der XFEM promoviert.
Die Habilitation schloss er im Dezember 2015 mit dem Thema Advanced Numerical Modelling of Discontinuities in Coupled Boundary Value Problems ab.
Im Herbst 2016 wurde er als Nachfolger von Volker Ulbricht zum Professor an der Technischen Universität Dresden berufen.

## Trivia
In Kästners Jugend wurden aufgrund der Zweiten Ölpreiskrise von der Deutschen Reichsbahn um den Eisenbahnknoten Rochlitz noch immer zahlreiche Dampflokomotiven, beispielsweise der Baureihe 50 eingesetzt. Diese begeisterten ihn für die Eisenbahn, Dampflokomotiven und Bahnfotografie.